# 托拉尔瓦德里沃塔
托拉尔瓦德里沃塔，是西班牙阿拉贡自治区萨拉戈萨省的一个市镇。 总面积33平方公里，总人口190人（2001年），人口密度6人/平方公里。